# Kongsøya
Kongsøya è un'isola facente parte dell'arcipelago delle isole Svalbard, in Norvegia. L'isola è la più estesa tra quelle dell'arcipelago Kong Karls Land, e misura 191 km². L'altra isola grande dell'arcipelago è Svenskøya. È disabitata. 
Come le altre isole dell'arcipelago di Kong Karsl Land del 1973 fa parte della Riserva naturale delle Svalbard nord-orientali.